# 小野寺力 (野球)
小野寺 力（おのでら ちから、1980年11月26日 - ）は、埼玉県熊谷市出身の元プロ野球選手（投手、右投右打）、コーチ。現在は東京ヤクルトスワローズの一軍投手コーチを務める。
実兄は元プロ野球選手の進藤実。兄と苗字が違うのは、共に一人っ子である両親の姓を残す目的で養子縁組を行い、実が母方の進藤姓を、力が父方の小野寺姓を名乗ったため。

## 経歴

### プロ入り前
熊谷市立新堀小学校・熊谷市立玉井中学校を経て、埼玉県立鴻巣高等学校に進む。186cmの高身長で球速は平均130km/hを超え、3年夏の西埼玉大会では地区最高の素質を持つ投手と評されていた。同大会では準々決勝で鳥谷敬を擁する聖望学園と対戦し、延長11回を完投するも3対4で敗れ、ベスト8。
高校卒業後は兄・進藤実と同じ常磐大学に進学。久保田智之と共に主戦投手として活躍し、関甲新学生野球リーグ3年秋にベストナイン、4年生になると3年秋に続き春・秋に防御率リーグ1位の成績を残し、春は山梨学院大戦でノーヒットノーランも達成。
2002年11月20日に行われたドラフト会議では、西武ライオンズから4巡目指名を受け、入団。契約金・年俸はそれぞれ7000万円、1500万円（いずれも推定）だった。

### 西武時代

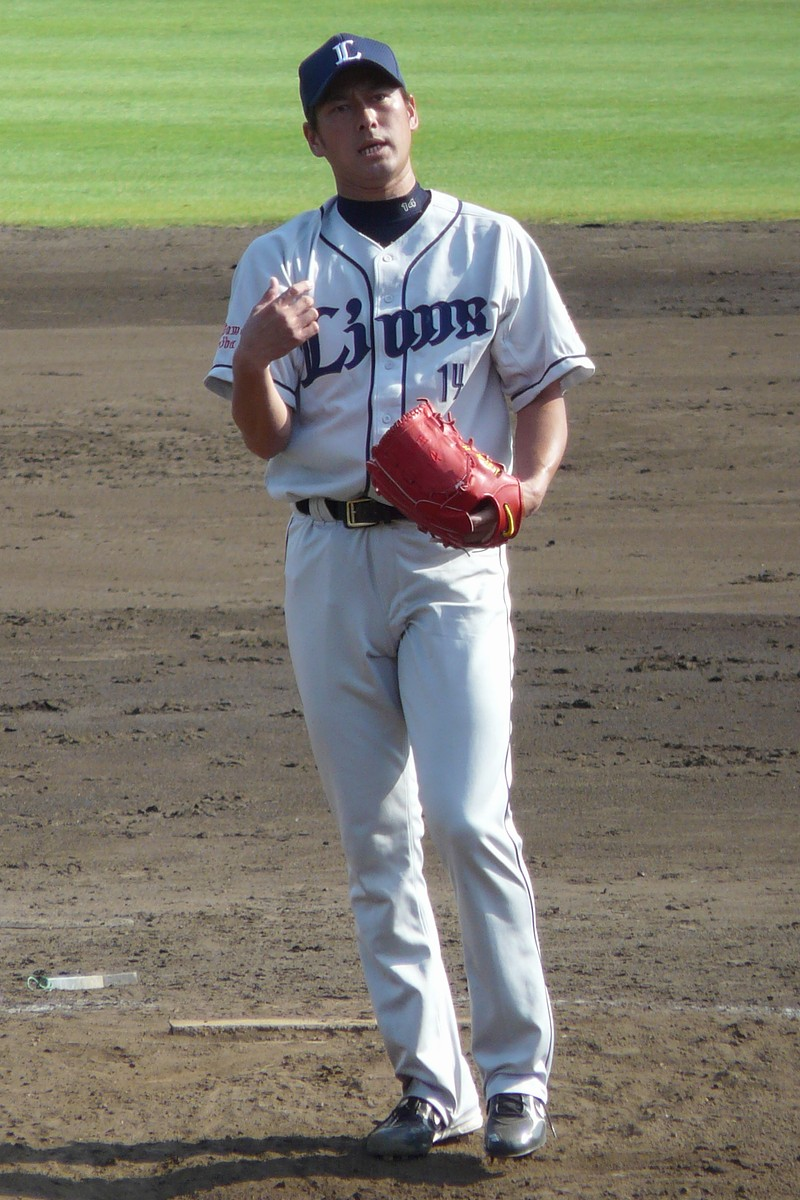
埼玉西武ライオンズ時代
(2009年8月27日)

2003年はシーズンのほとんどを二軍で過ごし、9月27日に一軍初登板を果たした。
2004年は持ち味の速球を武器に27試合に登板して防御率3.38を記録し、チームの日本一に貢献した。
2005年は中継ぎとして30試合に登板し、四球は減ったが防御率が悪化し、安定感に課題を残した。
2006年はFA移籍した豊田清に代わる抑えとして起用され、7月までは防御率1点台を維持し、7月には初の月間MVPを受賞した。同年はチーム最多の59試合に登板して防御率2.82、7勝29セーブを記録、被本塁打も2本に抑えた。同い年の赤田将吾に続いてチーム2人目となる個人サイト「chikara-o.net」を設立、ファンへのメッセージや心境などをブログ形式で掲載しており、絵文字を多用してコメントに寄せられた相談に答えることもある。
2007年は前年に引き続き開幕から抑えとして起用されるが、後半戦からアレックス・グラマンが抑えに定着したことで、左の三井浩二と共に中継ぎを任された。終盤には新人以来となる先発としての登板もした。
2008年はグラマンにつなぐ中継ぎとして起用され、50試合に登板して自己最多の9ホールド、14ホールドポイントを記録して防御率3.56と前年より改善されたが、四球が多く奪三振数も減少し、信頼を回復するまでには至らなかった。読売ジャイアンツとの日本シリーズでは3試合に登板し、1失点であった。
2009年はグラマンの故障により、再び抑えを任せられる。7月は最終登板以外で自責点0を記録するなど活躍した。先発投手が不足し、中継ぎ陣も不安定で、なかなかセーブ機会に恵まれなかったがセーブ成功率は84%と馬原孝浩・ブライアン・シコースキーを上回る。終盤に調子を落としたため二軍へ降格。チームは抑え不在のまま4位に終わった。
2010年は不調のため、開幕2軍スタートとなった。先発投手が早めに降板した場合などは6回に登板することが多かった。41試合に登板し、防御率は3.67だった。
2011年は、開幕から一軍公式戦への登板機会がないまま、5月24日に鬼崎裕司とのトレードで東京ヤクルトスワローズへ移籍した。

### ヤクルト時代
2011年5月29日、古巣・西武とのセ・パ交流戦（西武ドーム）で移籍後初登板。しかし安定感を欠き、6試合しか登板できなかった。
2012年は、怪我などの影響から一軍公式戦への登板が4試合にとどまった。10月2日に球団から戦力外通告を受けたことを機に、現役を引退した。

### 現役引退後
2013年からは西武にチームスタッフとして復帰。同年から2015年までは二軍の用具担当を任されていた。2016年からは西武時代のチームメイトだった松下建太が引退し、二軍用具担当に就任したのを受け二軍マネジャーへ異動。さらに同年シーズン中に二軍投手コーチだった森慎二が一軍に配置転換されることを受け、5月6日から二軍投手コーチ兼育成コーチに就任することとなった。10月1日に退団の申し入れをし了承された。
2017年から東京ヤクルトスワローズの二軍投手コーチに就任、背番号は72。11月25日から台湾で開催された2017アジアウインターベースボールリーグにおいて、NPBイースタン選抜の投手コーチを務めた。その後、2022年5月17日まで同コーチを務め、翌18日付で一軍投手コーチに異動となった。同25日からは二軍投手コーチに復帰したが、7月7日から同24日までは再び一軍投手コーチを務めた。
2023年も開幕当初は二軍投手コーチを務めていたが、5月9日から同15日は一軍投手コーチを担当した。2025年からは一軍投手コーチに配置転換された。

## 詳細情報

### 年度別投手成績
| 年 度      | 球 団      | 登 板 | 先 発 | 完 投 | 完 封 | 無 四 球 | 勝 利 | 敗 戦 | セ 丨 ブ | ホ 丨 ル ド | 勝 率 | 打 者 | 投 球 回 | 被 安 打 | 被 本 塁 打 | 与 四 球 | 敬 遠 | 与 死 球 | 奪 三 振 | 暴 投 | ボ 丨 ク | 失 点 | 自 責 点 | 防 御 率 | W H I P |
| ---------- | ---------- | ----- | ----- | ----- | ----- | -------- | ----- | ----- | -------- | ----------- | ----- | ----- | -------- | -------- | ----------- | -------- | ----- | -------- | -------- | ----- | -------- | ----- | -------- | -------- | ------- |
| 2003       | 西武       | 2     | 1     | 0     | 0     | 0        | 0     | 0     | 0        | --          | ----  | 21    | 3.1      | 7        | 1           | 4        | 0     | 0        | 1        | 1     | 0        | 4     | 4        | 10.80    | 3.30    |
| 2004       | 西武       | 27    | 0     | 0     | 0     | 0        | 2     | 1     | 0        | --          | .667  | 139   | 32.0     | 26       | 3           | 19       | 1     | 0        | 24       | 2     | 0        | 13    | 12       | 3.38     | 1.41    |
| 2005       | 西武       | 30    | 0     | 0     | 0     | 0        | 1     | 2     | 0        | 1           | .333  | 184   | 42.0     | 50       | 5           | 11       | 0     | 1        | 30       | 0     | 0        | 21    | 20       | 4.29     | 1.45    |
| 2006       | 西武       | 59    | 0     | 0     | 0     | 0        | 7     | 3     | 29       | 2           | .700  | 247   | 60.2     | 51       | 2           | 18       | 1     | 3        | 52       | 4     | 0        | 19    | 19       | 2.82     | 1.14    |
| 2007       | 西武       | 44    | 4     | 0     | 0     | 0        | 4     | 5     | 13       | 3           | .444  | 295   | 64.1     | 85       | 7           | 23       | 2     | 1        | 48       | 4     | 0        | 39    | 37       | 5.18     | 1.68    |
| 2008       | 西武       | 50    | 0     | 0     | 0     | 0        | 5     | 5     | 1        | 9           | .500  | 243   | 55.2     | 54       | 3           | 22       | 0     | 4        | 38       | 3     | 0        | 26    | 22       | 3.56     | 1.37    |
| 2009       | 西武       | 47    | 0     | 0     | 0     | 0        | 3     | 5     | 16       | 7           | .375  | 230   | 54.1     | 49       | 5           | 24       | 1     | 1        | 45       | 5     | 0        | 24    | 24       | 3.98     | 1.34    |
| 2010       | 西武       | 41    | 0     | 0     | 0     | 0        | 1     | 3     | 0        | 8           | .250  | 168   | 41.2     | 42       | 3           | 6        | 0     | 2        | 28       | 2     | 0        | 20    | 17       | 3.67     | 1.15    |
| 2011       | ヤクルト   | 6     | 0     | 0     | 0     | 0        | 0     | 0     | 0        | 1           | ----  | 31    | 5.1      | 10       | 0           | 5        | 0     | 0        | 2        | 0     | 1        | 5     | 5        | 8.44     | 2.83    |
| 2012       | ヤクルト   | 4     | 0     | 0     | 0     | 0        | 0     | 0     | 0        | 0           | ----  | 20    | 4.2      | 6        | 1           | 0        | 0     | 0        | 4        | 0     | 0        | 4     | 4        | 7.71     | 1.30    |
| 通算：10年 | 通算：10年 | 310   | 5     | 0     | 0     | 0        | 23    | 24    | 59       | 31          | .489  | 1578  | 364.0    | 380      | 30          | 132      | 5     | 12       | 272      | 21    | 1        | 175   | 164      | 4.05     | 1.41    |

### 表彰
- 月間MVP：1回（投手部門：2006年7月）

### 記録
初記録
- 初登板：2003年9月27日、対大阪近鉄バファローズ28回戦（西武ドーム）、6回表に2番手で救援登板、1/3回無失点
- 初先発登板：2003年10月4日、対千葉ロッテマリーンズ27回戦（千葉マリンスタジアム）、3回4失点
- 初奪三振：同上、2回裏に福浦和也から
- 初勝利：2004年3月28日、対千葉ロッテマリーンズ2回戦（西武ドーム）、10回表に4番手で救援登板・完了、1回無失点
- 初ホールド：2005年9月11日、対千葉ロッテマリーンズ18回戦（インボイスSEIBUドーム）、7回表に3番手で救援登板、1回無失点
- 初セーブ：2006年4月1日、対千葉ロッテマリーンズ2回戦（千葉マリンスタジアム）、9回裏に4番手で救援登板・完了、1回無失点

### 背番号
- 14（2003年 - 2011年5月23日）
- 29（2011年5月24日 - 2012年）
- 81（2016年5月6日 - 同年終了）
- 72（2017年 - ）

### 代表歴
- 2017アジアウインターベースボールリーグ：NPBイースタン選抜：投手コーチ[12]